# Gaëtan Perrin
Gaëtan Perrin (Lyon, 7 juni 1996) is een Frans voetballer die bij voorkeur als aanvaller speelt. Hij stroomde in 2015 door vanuit de jeugd van Olympique Lyon.

## Clubcarrière
Perrin werd geboren in Lyon en is afkomstig uit de jeugdacademie van Olympique Lyon. Op 14 februari 2016 debuteerde hij in de Ligue 1 tegen SM Caen. Hij verving na 88 minuten Alexandre Lacazette. Op 19 maart 2016 maakte Perrin zijn eerste competitietreffer tegen FC Nantes. Hij viel na 82 minuten in voor Sergi Darder en maakte één minuut later de openingstreffer. In januari 2017 werd hij voor een half jaar verhuurd aan US Orléans.